# Grande Prêmio de Mônaco de 1986
Resultados do Grande Prêmio de Mônaco de Fórmula 1 realizado em Montecarlo em 11 de maio de 1986. Quarta etapa do campeonato, foi vencido pelo francês Alain Prost, que subiu ao pódio junto a Keke Rosberg numa dobradinha da McLaren-TAG/Porsche, com Ayrton Senna em terceiro pela Lotus-Renault.

## Resumo

### Elio de Angelis (1958-1986)
O piloto italiano Elio de Angelis faleceu em um acidente fatal quatro dias depois da corrida durante uma sessão de testes com sua Brabham BT55 em Paul Ricard, França, quando a asa traseira de seu carro se soltou e o bólido colidiu contra o guard-rail a 270 km/h ficando com as rodas para cima incendiando-se com o impacto. Sem atendimento médico adequado, o piloto inalou muita fumaça e chegou a ficar sem pulso antes de ser levado ao hospital de La Timone em Marselha onde diagnosticaram traumatismo craniano, cervical e torácico. Tal quadro revelou-se irreversível e o italiano teve sua morte anunciada às 17h (hora local) de 15 de maio de 1986.
Seu falecimento foi o último relacionado a um piloto de Fórmula 1 até o austríaco Roland Ratzenberger nos treinos para o Grande Prêmio de San Marino de 1994.

### 50 vezes McLaren
Alain Prost conquistou a 50ª (quinquagésima) vitória da McLaren.
Na volta 67, na disputa da oitava posição, Tambay vai tentar ultrapassar Martin Brundle da Tyrrell na descida da curva Mirabeau, mas o piloto inglês não facilitou. O carro de Tambay toca no de Brundle; a Haas Lola-Ford passa por cima do carro do disputante fazendo um loopping completo batendo na área de proteção da pista. O piloto saiu do cockpit ileso, apesar do enorme susto que ocorreu com o francês.

## Classificação

### Treinos oficiais
| Pos.    | N.º | Piloto             | Construtor             | Q1       | Q2       | Grid    |
| ------- | --- | ------------------ | ---------------------- | -------- | -------- | ------- |
| 1       | 1   | Alain Prost        | McLaren-TAG/Porsche    | 1:26.059 | 1:22.627 | —       |
| 2       | 5   | Nigel Mansell      | Williams-Honda         | 1:30.919 | 1:23.047 | + 0.420 |
| 3       | 12  | Ayrton Senna       | Lotus-Renault          | 1:25.222 | 1:23.175 | + 0.548 |
| 4       | 27  | Michele Alboreto   | Ferrari                | 1:26.839 | 1:23.904 | + 1.277 |
| 5       | 20  | Gerhard Berger     | Benetton-BMW           | 1:26.280 | 1:23.960 | + 1.333 |
| 6       | 7   | Riccardo Patrese   | Brabham-BMW            | 1:26.872 | 1:24.102 | + 1.475 |
| 7       | 26  | Jacques Laffite    | Ligier-Renault         | 1:26.702 | 1:24.402 | + 1.775 |
| 8       | 16  | Patrick Tambay     | Haas Lola-Ford         | 1:27.038 | 1:24.686 | + 2.059 |
| 9       | 2   | Keke Rosberg       | McLaren-TAG/Porsche    | 1:25.662 | 1:24.701 | + 2.074 |
| 10      | 3   | Martin Brundle     | Tyrrell-Renault        | 1:28.564 | 1:24.860 | + 2.233 |
| 11      | 6   | Nelson Piquet      | Williams-Honda         | 1:27.919 | 1:25.287 | + 2.660 |
| 12      | 25  | René Arnoux        | Ligier-Renault         | 1:25.900 | 1:25.538 | + 2.911 |
| 13      | 4   | Philippe Streiff   | Tyrrell-Renault        | 1:32.646 | 1:25.720 | + 3.093 |
| 14      | 18  | Thierry Boutsen    | Arrows-BMW             | 1:29.244 | 1:25.832 | + 3.205 |
| 15      | 28  | Stefan Johansson   | Ferrari                | 1:27.005 | 1:25.907 | + 3.280 |
| 16      | 19  | Teo Fabi           | Benetton-BMW           | 1:29.397 | 1:25.926 | + 3.299 |
| 17      | 17  | Marc Surer         | Arrows-BMW             | 1:28.878 | 1:26.300 | + 3.673 |
| 18      | 15  | Alan Jones         | Haas Lola-Ford         | 1:26.663 | 1:26.456 | + 3.829 |
| 19      | 14  | Jonathan Palmer    | Zakspeed               | 1:30.152 | 1:26.644 | + 4.017 |
| 20      | 8   | Elio de Angelis    | Brabham-BMW            | 1:27.191 | 1:28.191 | + 4.564 |
| DNQ     | 21  | Piercarlo Ghinzani | Osella-Alfa Romeo      | 1:29.282 | 1:27.288 | + 4.661 |
| DNQ     | 11  | Johnny Dumfries    | Lotus-Renault          | 1:35.027 | 1:27.826 | + 5.199 |
| DNQ     | 29  | Huub Rothengatter  | Zakspeed               | 1:36.814 | 1:28.060 | + 5.433 |
| DNQ     | 22  | Christian Danner   | Osella-Alfa Romeo      | 1:30.986 | 1:28.132 | + 5.505 |
| DNQ     | 23  | Andrea de Cesaris  | Minardi-Motori Moderni | 1:28.962 | 2:22.479 | + 6.335 |
| DNQ     | 24  | Alessandro Nannini | Minardi-Motori Moderni | 1:29.447 | 2:27.098 | + 6.820 |
| Fontes: |     |                    |                        |          |          |         |

### Corrida
| Pos.    | Nº | Piloto             | Construtor             | Voltas | Tempo/Diferença      | Grid | Pontos |
| ------- | -- | ------------------ | ---------------------- | ------ | -------------------- | ---- | ------ |
| 1       | 1  | Alain Prost        | McLaren-TAG/Porsche    | 78     | 1:55:41.060          | 1    | 9      |
| 2       | 2  | Keke Rosberg       | McLaren-TAG/Porsche    | 78     | + 25.022             | 9    | 6      |
| 3       | 12 | Ayrton Senna       | Lotus-Renault          | 78     | + 53.646             | 3    | 4      |
| 4       | 5  | Nigel Mansell      | Williams-Honda         | 78     | + 1:11.402           | 2    | 3      |
| 5       | 25 | René Arnoux        | Ligier-Renault         | 77     | + 1 volta            | 12   | 2      |
| 6       | 26 | Jacques Laffite    | Ligier-Renault         | 77     | + 1 volta            | 7    | 1      |
| 7       | 6  | Nelson Piquet      | Williams-Honda         | 77     | + 1 volta            | 11   |        |
| 8       | 18 | Thierry Boutsen    | Arrows-BMW             | 75     | + 3 voltas           | 14   |        |
| 9       | 17 | Marc Surer         | Arrows-BMW             | 75     | + 3 voltas           | 17   |        |
| 10      | 28 | Stefan Johansson   | Ferrari                | 75     | + 3 voltas           | 15   |        |
| 11      | 4  | Philippe Streiff   | Tyrrell-Renault        | 74     | + 4 voltas           | 13   |        |
| 12      | 14 | Jonathan Palmer    | Zakspeed               | 74     | + 4 voltas           | 19   |        |
| Ret     | 3  | Martin Brundle     | Tyrrell-Renault        | 67     | Acidente             | 10   |        |
| Ret     | 16 | Patrick Tambay     | Haas Lola-Ford         | 67     | Capotou              | 8    |        |
| Ret     | 20 | Gerhard Berger     | Benetton-BMW           | 42     | Direção              | 5    |        |
| Ret     | 7  | Riccardo Patrese   | Brabham-BMW            | 38     | Bomba de combustível | 6    |        |
| Ret     | 27 | Michele Alboreto   | Ferrari                | 38     | Turbo                | 4    |        |
| Ret     | 8  | Elio de Angelis    | Brabham-BMW            | 31     | Motor                | 20   |        |
| Ret     | 19 | Teo Fabi           | Benetton-BMW           | 17     | Freios               | 16   |        |
| Ret     | 15 | Alan Jones         | Haas Lola-Ford         | 2      | Acidente             | 18   |        |
| DNQ     | 21 | Piercarlo Ghinzani | Osella-Alfa Romeo      |        |                      |      |        |
| DNQ     | 11 | Johnny Dumfries    | Lotus-Renault          |        |                      |      |        |
| DNQ     | 29 | Huub Rothengatter  | Zakspeed               |        |                      |      |        |
| DNQ     | 22 | Christian Danner   | Osella-Alfa Romeo      |        |                      |      |        |
| DNQ     | 23 | Andrea de Cesaris  | Minardi-Motori Moderni |        |                      |      |        |
| DNQ     | 24 | Alessandro Nannini | Minardi-Motori Moderni |        |                      |      |        |
| Fontes: |    |                    |                        |        |                      |      |        |

## Tabela do campeonato após a corrida
| Pos.    | Piloto        | Pontos |
| ------- | ------------- | ------ |
| 1       | Alain Prost   | 22     |
| 2       | Ayrton Senna  | 19     |
| 3       | Nelson Piquet | 15     |
| 4       | Keke Rosberg  | 11     |
| 5       | Nigel Mansell | 9      |
| Fontes: |               |        |

| Pos.    | Construtor          | Pontos |
| ------- | ------------------- | ------ |
| 1       | McLaren-TAG/Porsche | 33     |
| 2       | Williams-Honda      | 24     |
| 3       | Lotus-Renault       | 19     |
| 4       | Ligier-Renault      | 10     |
| 5       | Benetton-BMW        | 8      |
| Fontes: |                     |        |

- Nota: Somente as primeiras cinco posições estão listadas. Entre 1981 e 1990 cada piloto podia computar onze resultados válidos por temporada não havendo descartes no mundial de construtores.